# Flavivirus
Flavivirus este un gen din familia Flaviviridae.Din categoria flavivirusurilor fac parte: virusul West Nile, virusul Denga, virusul meningoencefalitei acariene, virusul febrei galbene, precum și alte virusuri ce produc encefalită.

## Structură
Flavivirusul are circa 40-60 nm, genomul fiind format din ARN monocatenar (circa 10000-10000 nucleotide).Spre deosebire de alphavirus, legarea 5’-3’, nu mai există.Virionul are o proteină C (capsidă) de circa 13 000 Da. Anvelopa este constituită dintr-un strat bilipidic, există o singură proteină E (circa 51000-59000 Da), și o proteină mai mică M neglucozilată, de circa 8500 Da.

## Replicarea virală
Replicarea are loc în citoplasma celulei gazdă. Mecanismul de intrare a virusului în celula gazdă include o interacție între proteina E și receptorii celulari urmată de o fuziune post-atașare, fenomen care are loc în vacuolele intracitoplasmice.Genomul ARN își manifestă virulența doar dacă este introdu în citoplasma celulei.Datorită neexistenței legăturii 5’-3’, din aceasta cauză ARN servește de ARNm, pentru sinteza tuturor proteinelor virale.Virusul exploatează la maximum capacitățile celulei gazdă, pe care le utilizează pentru sintetizarea proteinelor structural și non-structurale.Rolul crucial în sinteza proteică îl au ribozomii celulei gazdă , care au un rol important în replicarea virusurilor, în sinteza ARNm,rezultatul fiind o unică poliproteină.Odată sintetizată poliproteina este clivată sub acțiunea proteazei, eliberând compuși polipeptidici.Poliproteina conține o enzimă autocatalitică , acțiunea sa având drept rezultat eliberarea unei peptide inițiale,o enzimă specifică ce va scinda lanțul poliproteic în produși individuali.Unul din acești compuși este polimeraza, responsabilă de sinteza molecului de (-) ARN, ce va servi drept matriță pentru sinteza ARN genomic.

## Specii
- Genus Flavivirus
  - Virusuri transmise de căpușe
    - Virusurile mamiferelor
      - Virusul Gadgets Gully  (GGYV)
      - Virusul Kadam  (KADV)
      - Virusul Kyasanur Forest  (KFDV)
      - Virusul Langat  (LGTV)
      - Virusul febrei hemoragice Omsk  (OHFV)
      - Virusul Powassan  (POWV)
      - VirusulRoyal Farm  (RFV)
      - Virusul Encefalitei căpușelor '''(Tick-borne encephalitis virus''')? (TBEV)
      - Virusul Louping ill virus? (LIV)

    - Virusurile păsărilor de mare 
      - Virusul Meaban  (MEAV)
      - Virusul Saumarez Reef  (SREV)
      - Virusul Tyuleniy  (TYUV)

  - Virusuri provocate de țânțari
    - Virusurile Aroa
      - Virusul Aroa  (AROAV)

    - Virusurile Denga
      - Virusul Denga (DENV)
      - Virusul Kedougou (KEDV)

    - Grupa virusurilor encefalitei japoneze
      - Virusul Cacipacore (CPCV)
      - Virusul Koutango (KOUV)
      - Virusul encefalitei Murray Valley  (MVEV)
      - Virusul encefalitei St. Louis (SLEV)
      - Virusul Usutu virus
      - Virusul West Nile (WNV)
      - Virusul Yaounde (YAOV)

    - Grupa virusurilor Kokobera p
      - Virusul Kokobera (KOKV)

    - Grupa virusurilor Ntaya 
      - Virusul Bagaza (BAGV)
      - Virusul Ilheus (ILHV)
      - Virusul Israel al meningoencefalitei la curcani (ITV)
      - Virusul Ntaya  (NTAV)
      - Virusul Tembusu  (TMUV)

    - Grupa virusurilor Spondweni
      - Virusul Zika (ZIKV)

    - Grupa virusurilor febrei galbene
      - Virusul Banzi (BANV)
      - Virusul Bouboui (BOUV)
      - Virusul Edge Hill (EHV)
      - Virusul Jugra (JUGV)
      - Virusul Saboya (SABV)
      - Virusul Sepik (SEPV)
      - Virusul Uganda S (UGSV)
      - Virusul Wesselsbron (WESSV)
      - Virusul febrei galbene (YFV)

  - Virusuri cu vector din grupa artropodelor necunoscut
    - Grupa virusurilor Entebbe
      - Virusul Entebbe (ENTV)
      - Virusul Yokose (YOKV)

    - Grupa virusurilor Modoc 
      - Virusul Apoi (APOIV)
      - Virusul Cowbone Ridge (CRV)
      - Virusul Jutiapa (JUTV)
      - Virusul Modoc (MODV)
      - Virusul Sal Vieja (SVV)
      - Virusul San Perlita (SPV)

    - Grupa virusurilor Rio Bravo 
      - Virusul '''Bukalasa bat?'''  (BBV)
      - Virusul Carey Island (CIV)
      - Virus Dakar bat?  (DBV)
      - Virusul '''Montana myotis leucoencefalitei'''? (MMLV)
      - Virusul '''Phnom Penh bat?'''  (PPBV)
      - Virusul Rio Bravo  (RBV)